# مقهى هاج

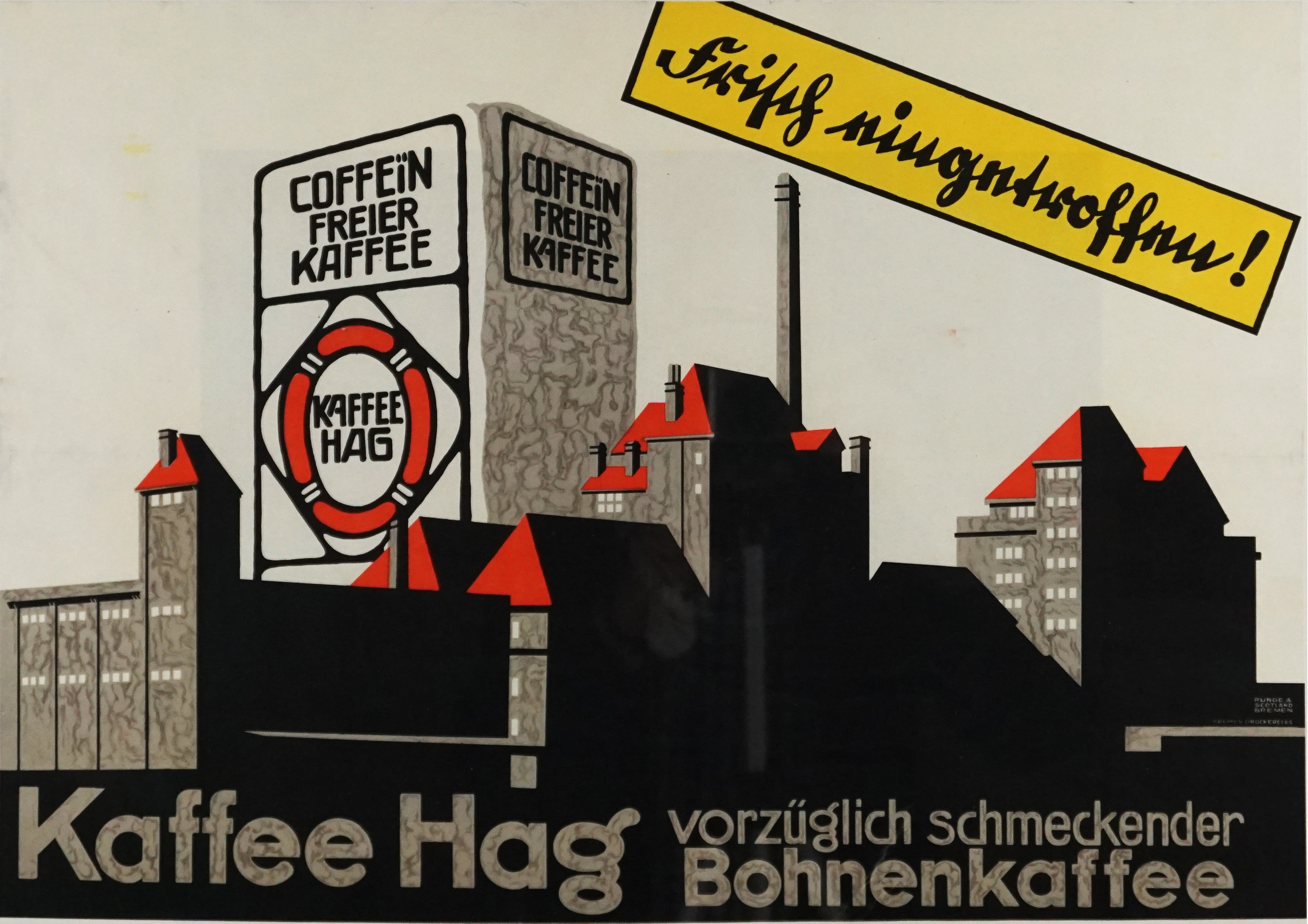
تصميم ألفريد رونج وإدوارد اسكوتلاند (1911)

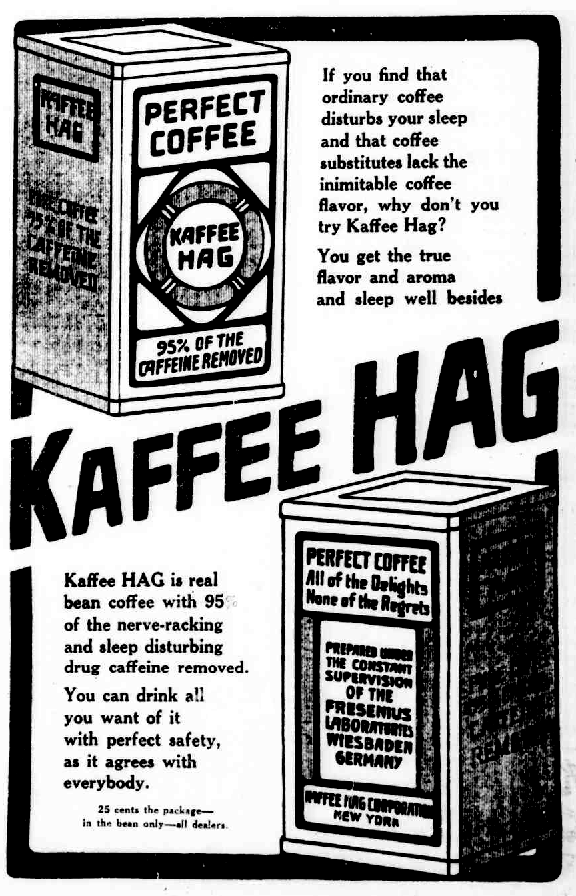
1914 إعلان صحيفة أمريكية عن مقهى هاج

مقهى هاج (Café HAG) هي علامة تجارية عالمية للقهوة منزوعة الكافيين مملوكة حاليًا لشركة جي دي إي بيتس.

## تاريخ

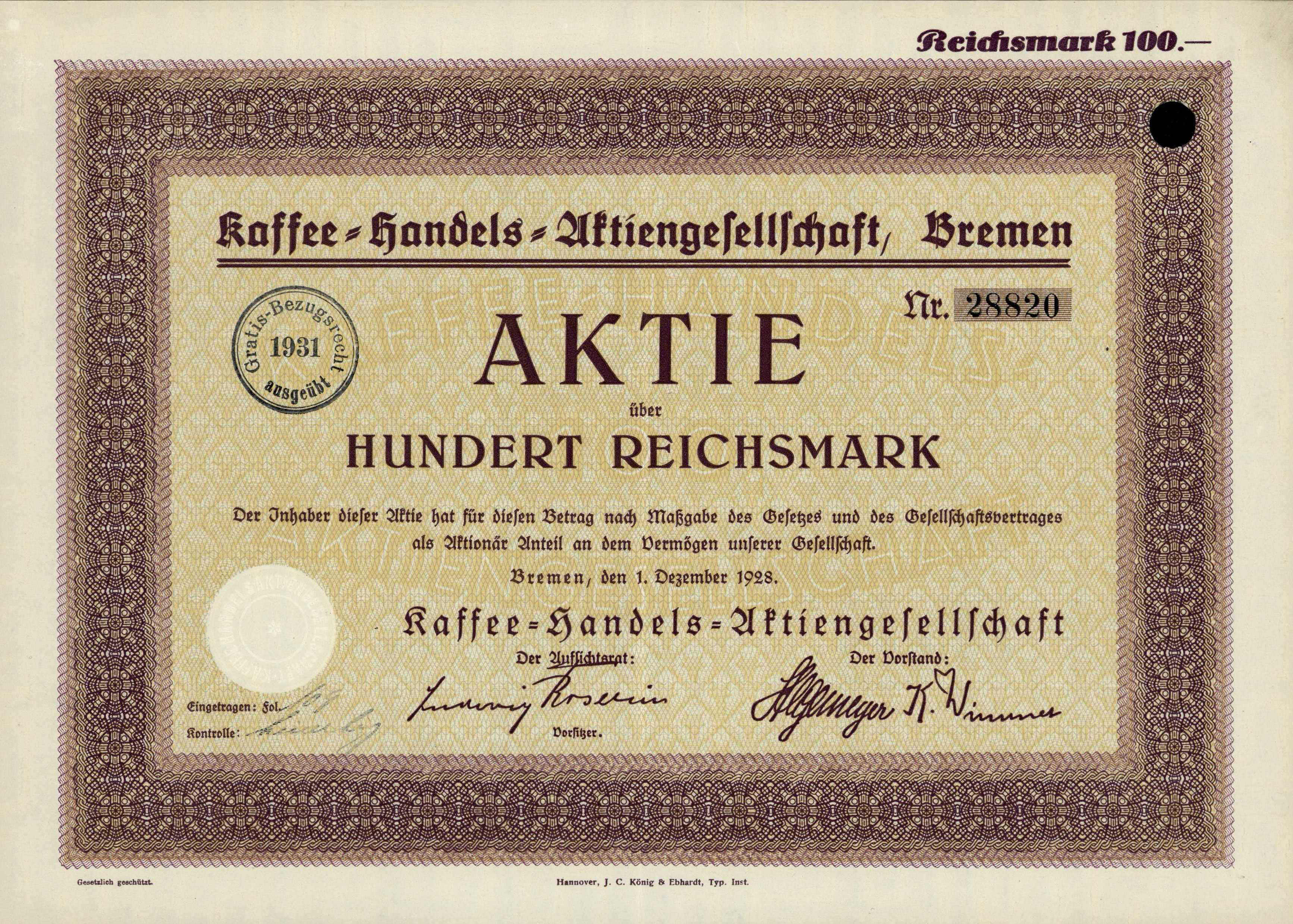
حصة مقهى هاج صدرت عام 1928

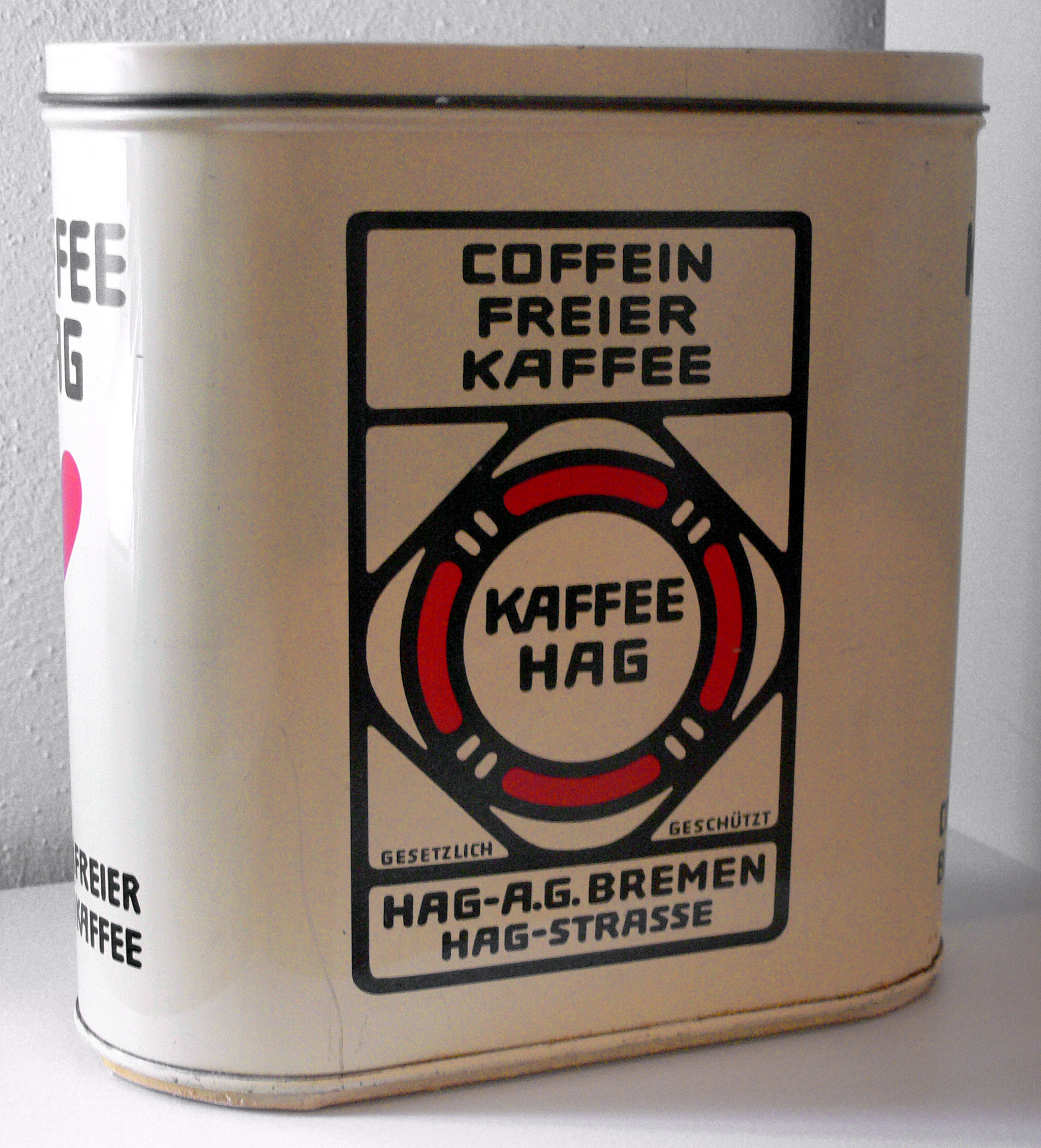
علبة القهوة

تأسست شركة مقهى هاج في بريمن عام 1906 تحت اسم Kaffee Handels Aktiengesellschaft (تجارة القهوة المحدودة). كان مؤسس الشركة هو لودفيج روزيليوس، الذي طور أول عملية تجارية لإزالة الكافيين. صمم ألفريد رونج وإدوارد اسكوتلاند ملصقات وتغليف، ويُنسب إليه الفضل في التصميمات التي حددت الشركة.
في عشرينيات وثلاثينيات القرن الماضي، اشتهرت الشركة بنشر ألبومات مقهى هاج لشعارات شعارات النبالة.
انفصلت ماركة القهوة سانكا من ماركة مقهى هاج في عام 1910  للسوق الفرنسية («سانكا» هو اختصار لاسم sans caféine)، وتم بيع الحقوق الأمريكية لاسم سانكا في عام 1913.
اشترت شركة كيلوج فرع روزيليوس الأمريكي (ومقره كليفلاند، أوهايو) في عام 1928، ثم باعته إلى جينيرال فودز في عام 1939. استحوذت شركة جينيرال فودز على الشركة الألمانية الأصلية في عام 1979. وفي عام 1990 اندمجت شركة كرفت فودز مع شركة جينيرال فودز، وبالتالي أصبحت هاج وسانكا علامة تجارية للشركة الأمريكية. تم توحيد التدقيق الإملائي لشركة مقهى هاج في التسعينيات. كانت هاج مملوكة لشركة جي دي إي بيتس منذ عام 2015.
كانت إعلانات شركة مقهى هاج التلفزيونية شائعة في الثمانينيات؛ على وجه الخصوص، أصبحت شخصية كلاوس (التي يؤديها روجر كاليستر) شخصية عبادة بين هواة الإعلانات.